# Kråkerum

Erik Gabrielsson Emporagrius likpredikan över Svante Bielkes dotter Christina Sigrid, 1645.

Kråkerum är en herrgård i Mönsterås kommun. Kråkerum består idag av två gårdar, Östra eller Röda Kråkerum och Västra eller Vita Kråkerum.
Gården är numer ett modernt lantbruk med historiska anor. Idag bedrivs växtodling, grisuppfödning och skogsbruk på gården.

## Historia
Kråkerum omtalas i dokument första gången 1343 ('Kracorum') och var troligen sätesgård för Nils Turesson (Bielke) 1343, 1352 och 1358 och för hans brorson Sten Bengtsson (Bielke) 1395 och 1401. Gården ärvdes sedan av sonen Erik (död 1410) och därefter av brodern Ture som bor på gården alla fall 1412-1413, 1418-1419 och 1424. Efter Ture Stenssons död går gården i arv till sonen Erik Turesson, som dör på Kråkerum 1450, varefter Eriks Turessons halvbror Ture Turesson sätter sig i besittning av Kråkerum. 1451 tilldömdes dock huvuddelen av Kråkerum med underlydande gods Kristina Karlsdotter (Bonde), systerdotter till Erik Turesson, och hennes man Erik Eriksson (Gyllenstierna) den äldre och han tog utan vidare skifte kontroll över godset. Sedan Erik Erikssons svärfar Karl Knutsson (Bonde) fördrivits ut Sverige tog Ture Turesson åter kontroll över godset. De båda fortsätter att tvista om godset fram till 1480 då de kommer till förlikning. Ture Turesson innehade Kråkerum som sin sätesgård fram till sin död och efter hans död bodde hans änka Ingegerd Körningsdotter (Kyrning) kvar här. Av allt att döma brändes den äldre sätesbyggnaden av danska trupper i samband med kung Hans erövring av Sverige 1497. Rester av källarmurar, troligen från 1400-talet finns kvar under en av byggnadens flyglar.
Av dokumenten framgår att sätesgården endast bestod av en del av byn Kråkerum. Sätesgården utgjorde det som idag är Östra Kråkerum medan den andra delen, Västra Kråkerum, bondbyn, bestod av skattebönder.
År 1608 blev Svante (Turesson) Bielke friherre till Kråkerum, och den siste medlemmen av denna ätt som innehade egendomen var Svantes son, riksrådet Sten Svantesson Bielke (död 1638). Kråkerum övergick sedan till dennes systerson, riksrådet Gustaf Banér (död 1680). Säteriet brändes 1677 av danskarna. Kråkerum såldes 1669 till Johan Leijoncrona och övertogs därefter av dennes arvingar, däribland envoyén Christoffer Leijoncrona, 1698 och den sistnämndes änka Francoise Leijoncrona 1718-25. Efter 1725 delades egendomen mellan Kristoffer Leijoncronas mågar löjtnant Erik Rappe, kapten Thomas Georg Rudebeck och major Peter Lilliehorn.
Ägaren hade tidigare alternativ patronatsrätt i Mönsterås socken. Kråkerum brändes åter av danskarna 1677. Av de tre gårdar som byggdes upp 1725 brann en 1810 ned, men återuppbyggdes 1815. En av gårdarna genomgick en större ombyggnad 1820.
År 1887 övertogs Kråkerum av Småland med flera Provinsers hypoteksförening i Växjö, varpå Kråkerum 1892 delades och Östra Kråkerum övertogs av Ernst Johansson.

## Personer som bott på Kråkerum
- Svante (Turesson) Bielke (1567-1609)
  - Christina Sigrid Turesdotter Bielke, född där (1603-1645), tvillingdotter till Svante Bielke
  - Anna Margareta Turesdotter Bielke, född där (1603-1643), tvillingdotter till Svante Bielke
- Ture Turesson (Bielke)
- Sten Bengtsson (Bielke)